# James Edward Kearney
James Edward Kearney (* 28. Oktober 1884 in Red Oak, Iowa, USA; † 12. Januar 1977 in Rochester, New York) war Bischof von Rochester.

## Leben
James Edward Kearney besuchte die Public School No. 27 und die DeWitt Clinton High School in New York City. Anschließend studierte Kearney am Teachers College der Columbia University. 1903 trat er in das St. Joseph’s Seminary in Yonkers ein. James Edward Kearney setzte 1908 seine Studien in Philosophie und Katholischer Theologie an der Katholischen Universität von Amerika in Washington, D.C. fort. Er empfing am 19. September 1908 durch den Weihbischof in New York, Thomas Francis Cusack, das Sakrament der Priesterweihe. 1909 erwarb Kearney an der Katholischen Universität von Amerika das Lizenziat im Fach Katholische Theologie.
Anschließend wurde er Kurat der St. Cecilia’s Church in New York City. Zudem unterrichtete Kearney am Cathedral College. Von 1928 bis 1932 war James Edward Kearney Pfarrer der Pfarrei St. Francis Xavier. In dieser Zeit unterrichtete er zudem am Good Counsel College in White Plains und war Superintendent für die katholischen Schulen des Erzbistums New York.
Am 1. Juli 1932 ernannte ihn Papst Pius XI. zum Bischof von Salt Lake. Der Erzbischof von New York, Patrick Joseph Kardinal Hayes, spendete ihm am 28. Oktober desselben Jahres in der St. Patrick’s Cathedral in New York City die Bischofsweihe; Mitkonsekratoren waren der Koadjutorerzbischof von San Francisco, John Joseph Mitty, und der Weihbischof in New York, John Joseph Dunn. Die Amtseinführung erfolgte am 24. November 1932 in der Mary Magdalen’s Cathedral in Salt Lake City. Am 31. Juli 1937 ernannte ihn Pius XI. zum Bischof von Rochester. Die Amtseinführung fand am 11. November desselben Jahres statt.
James Edward Kearney trat am 21. Oktober 1966 als Bischof von Rochester zurück. Daraufhin ernannte ihn Papst Paul VI. zum Titularbischof von Tabaicara. Am 18. Januar 1971 verzichtete James Edward Kearney auf das Titularbistum Tabaicara.